# ريوتا كوباياشي
ريوتا كوباياشي (باليابانية: 小林 亮太) (مواليد 22 يونيو 1988)، هو لاعب كرة قدم ياباني سابق كان يلعب كمدافع.

## وصلات خارجية
- ريوتا كوباياشي على موقع رابطة كرة القدم اليابانية للمحترفين (اليابانية)
- ريوتا كوباياشي على موقع قاعدة بيانات كرة القدم.إي يو (الإنجليزية)
- ريوتا كوباياشي على موقع Soccerway.com (الإنجليزية)
- ريوتا كوباياشي على موقع عالم كرة القدم.نت (الإنجليزية)